# Old Ford (Londra)
Old Ford è un quartiere nell'East End di Londra, Inghilterra, parte del borgo londinese di Tower Hamlets.
Ubicato a circa 8 chilometri a nord-est di Charing Cross, appena a nord rispetto a Bow, l'area di Old Ford, grazie alla sua vicinanza con il Parco Olimpico di Londra, è stata fortemente riqualificata.

## Etimologia
Come suggerisce il nome, ad Old Ford anticamente (quindi Old) era presente un guado (in inglese Ford) del fiume Lea. Il guado era presente anche durante l'Impero Romano.

## Storia

### Epoca romana

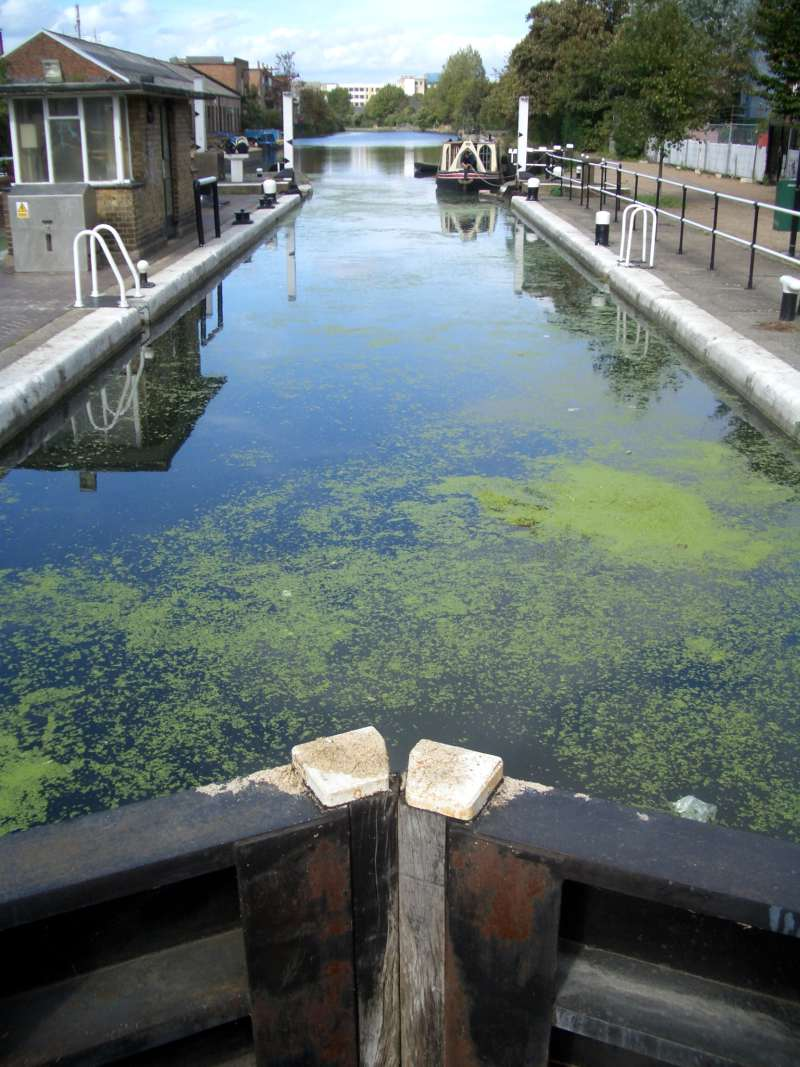
La chiusa del fiume Lea ad Old Ford

Old Ford fu inizialmente occupato durante l'età romana. Infatti i Romani occuparono l'area per fuggire rapidamente dall'area del London Bridge in caso di sconfitta. Old Ford conobbe un brusco cambiamento dopo l'occupazione romana: infatti loro migliorarono la zona e ad Old Ford è certificato che c'è stato una delle prime strade asfaltate in Gran Bretagna.

### Medioevo
Nel 1100 Matilde, la moglie di Enrico I d'Inghilterra, cadde nel guado e così subito dopo ordinò che fosse costruito un ponte sopra il fiume Lea. Il guado continuò comunque ad essere usato anche se poco, poiché Old Ford all'epoca era un'area rurale isolata, e quindi la maggior parte delle persone che vi abitava durante il Medioevo si trasferì in quartieri più vicini al centro della città, come Bow.

### Età vittoriana
A Old Ford fino al XIX secolo prevalevano l'agricoltura e l'orticoltura. Inoltre Old Ford, durante l'età vittoriana, fu unito alla cornubazione di East End, un quartiere relativamente povero, costruito per servire le nuove fabbriche nell'area e le ferrovie. Dopo l'unione, sia agricoltura che orticultura ebbero una brusca interruzione.

### Old Ford oggi
A partire dal 2010 Old Ford ritornò ad essere popolare a causa delle case vittoriane e per i migliori collegamenti con le altre aree di Londra. L'area verrà ulteriormente migliorata poco prima dei Giochi olimpici di Londra.